# 查尔斯·布朗 (冰球运动员)
查尔斯·布朗（英語：Charles Brown，1947年10月26日—），美国男子冰球运动员，场上位置是后卫。他曾代表美国国家队参加1972年冬季奥林匹克运动会冰球比赛，获得一枚银牌。